# Latham (Kansas)
Latham es una ciudad ubicada en el condado de Butler en el estado estadounidense de Kansas. En el año 2010 tenía una población de 139 habitantes y una densidad poblacional de 231,67 personas por km².

## Geografía
Latham se encuentra ubicada en las coordenadas 37°32′7″N 96°38′30″O / 37.53528, -96.64167 (37.535363, -96.641781).

## Demografía
Según la Oficina del Censo en 2000 los ingresos medios por hogar en la localidad eran de $35,417 y los ingresos medios por familia eran $42,292. Los hombres tenían unos ingresos medios de $33,750 frente a los $25,536 para las mujeres. La renta per cápita para la localidad era de $13,385. Alrededor del 21.7% de la población estaban por debajo del umbral de pobreza.